# Antonio Brown

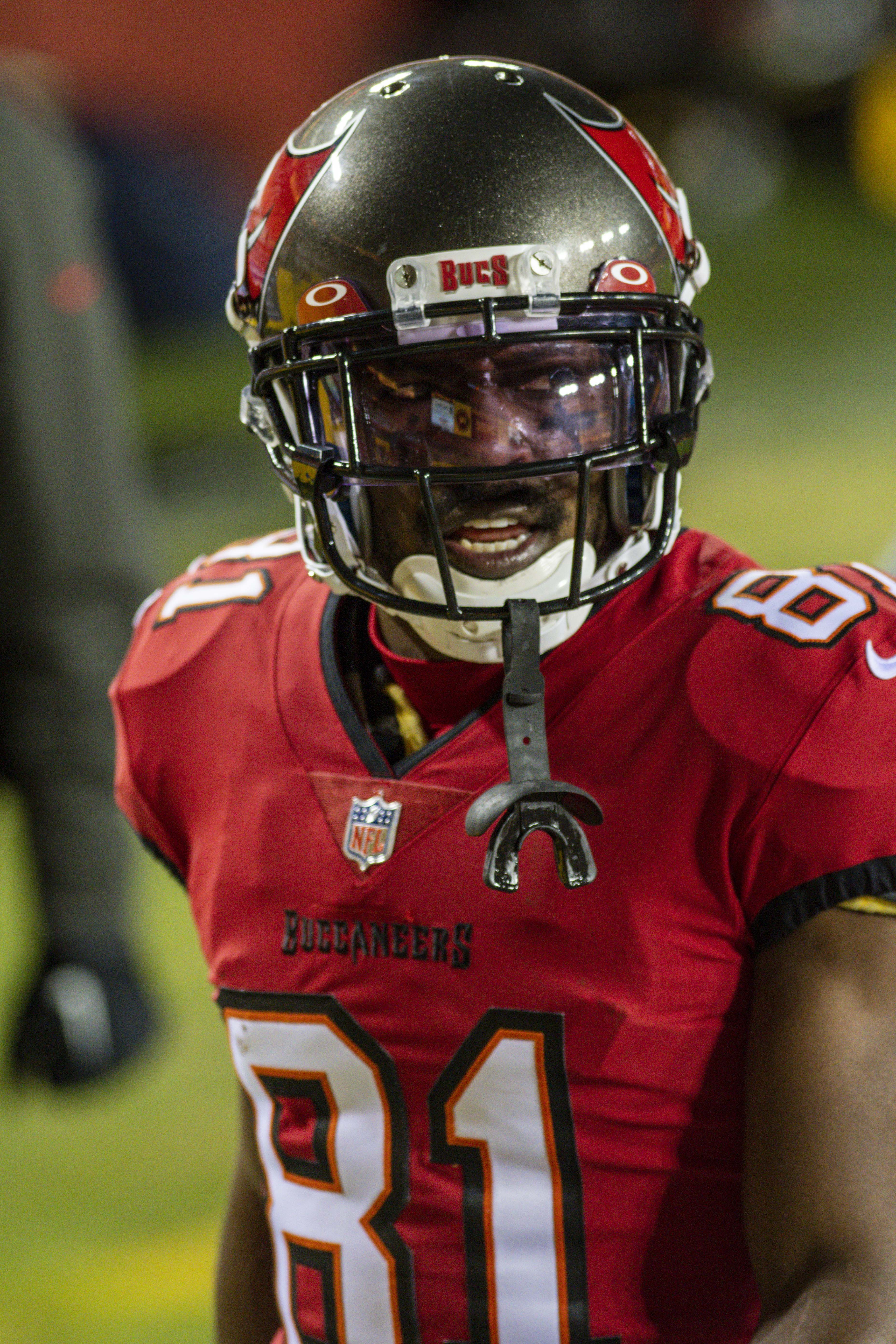
Brown com o uniforme dos Bucs.

Antonio Tavaris Brown Sr. (nascido em 10 de julho de 1988) é um jogador profissional aposentado de futebol americano que atuava na posição de wide receiver na National Football League (NFL). Criado em Liberty City, na cidade de Miami, Brown estudou na Norland High School, onde jogou futebol americano e fez parte da equipe de atletismo. Ele jogou futebol americano universitário na Universidade Central de Michigan, onde ganhou honras de All-American em 2008 e 2009 como retornador de punts. Em 2010, foi draftado pelo Pittsburgh Steelers, sendo selecionado na sexta rodada. Desde que entrou na NFL, nenhum outro jogador fez mais recepções e acumulou mais jardas recebidas de que Brown.
Durante sua primeira temporada com os Steelers, o time avançou para o Super Bowl XLV, mas perderam para o Green Bay Packers. Ele terminou sua temporada de novato com apenas 16 recepções e 167 jardas. Durante sua segunda temporada, Brown se tornou o primeiro jogador na história da NFL a acumular mais de 1 000 jardas de recepção e de retorno de chutes. Devido aos seus esforços, Antonio Brown foi nomeado para o Pro Bowl. Em julho de 2012, os Steelers renovaram seu contrato, firmando uma extensão de cinco anos valendo US$ 42,5 milhões de dólares. Em 2013, Brown conseguiu ao menos cinco recepções e 50 jardas em cada um dos jogos da temporada regular, um recorde da NFL. Em 27 de fevereiro de 2017, Brown assinou mais um acordo com os Steelers, estendendo seu contrato teoricamente até 2021, por um valor total de US$ 68 milhões (com US$ 19 milhões garantidos), fazendo dele o recebedor mais bem pago da liga.
Em setembro de 2018, no jogo de abertura da temporada daquele ano, Brown alcançou a marca de 10 000 jardas de recepção na carreira, o fazendo em 116 jogos (apenas um jogador, Calvin Johnson, conquistou tal feito em menos partidas). Ele terminou o ano com 168 recepções para 1 297 jardas e 15 touchdowns.
Apesar dos bons números em 2018, o relacionamento de Antonio Brown com os Steelers se deteriorou consideravelmente, especialmente após discussões com o quarterback Ben Roethlisberger. Irritado, Brown não compareceu aos treinos que antecederam a semana 17, forçando o técnico do time a coloca-lo no banco. Com a temporada encerrada, Brown começou a falar mal dos Steelers e da organização para a imprensa e nas mídias sociais e ele eventualmente exigiu que fosse trocado. Em 9 de março de 2019, os Steelers acertaram a troca para o Oakland Raiders, recebendo em retorno uma escolha na terceira e quinta rodadas no Draft de 2019.
Uma vez nos Raiders, firmou seu contrato que fez dele o recebedor mais bem pago da liga. Brown, contudo, não ficou muito tempo em Oakland e após vários incidentes fora dos campos, incluindo confrontamento com o general manager Mike Mayock, o time resolveu dispensa-lo, em 7 de setembro, dia anterior a estreia da temporada de 2019. No mesmo dia que foi cortado pelos Raiders, Antonio Brown assinou com o New England Patriots um contrato de um ano, valendo US$ 15 milhões de dólares. Logo que chegou no seu novo time, uma mulher o acusou de agressão sexual. Ele negou as acusações, porém outra mulher o acusou de "má conduta" de natureza sexual e pouco tempo depois vazaram mensagens dele para esta mulher, onde o jogador ameaçou ela e seus filhos. No dia 20 de setembro, os Patriots dispensaram Antonio Brown.
Em 2020, por insistência de Tom Brady, o Tampa Bay Buccaneers contratou Brown para o time. Apesar dele ter atuado pouco, participando apenas de oito jogos, ele teve um desempenho relativamente bom. Por fim, em fevereiro de 2021, os Buccaneers foram para o Super Bowl LV‎ e venceram, sendo o primeiro título na carreira de Brown. Ele marcou um dos três touchdowns marcados por seu time na partida. Os problemas pessoais continuaram durante sua carreira. Em janeiro de 2021, durante um jogo contra o New York Jets, Brown se recusou a voltar ao campo, removeu seu equipamento de proteção no meio da partida, e deixou o estádio. Em resposta a isso, os Bucs o dispensaram, embora tenham voltado atrás algumas horas depois para se consultar com a liga sobre como avançar na questão. Três dias depois, em 6 de janeiro, Tampa formalmente liberaram Antonio Brown e o dispensaram de seu contrato.

## Estatísticas
| Ano      | Time     | Jogos | Recebendo a bola | Recebendo a bola | Recebendo a bola | Recebendo a bola | Recebendo a bola |
| Ano      | Time     | Jogos | Rec              | Jardas           | Média            | TD               | Lng              |
| -------- | -------- | ----- | ---------------- | ---------------- | ---------------- | ---------------- | ---------------- |
| 2010     | PIT      | 9     | 16               | 167              | 10,4             | 0                | 26               |
| 2011     | PIT      | 16    | 69               | 1 108            | 16,1             | 2                | 79E              |
| 2012     | PIT      | 13    | 66               | 787              | 11,9             | 5                | 60E              |
| 2013     | PIT      | 16    | 110              | 1 499            | 13,6             | 8                | 56               |
| 2014     | PIT      | 16    | 129              | 1 698            | 13,2             | 13               | 63E              |
| 2015     | PIT      | 16    | 136              | 1 834            | 13,5             | 10               | 59               |
| 2016     | PIT      | 15    | 106              | 1 284            | 12,1             | 12               | 51               |
| 2017     | PIT      | 14    | 101              | 1 533            | 15,2             | 9                | 51E              |
| 2018     | PIT      | 15    | 104              | 1 297            | 12,5             | 15               | 78E              |
| 2019     | NE       | 1     | 4                | 56               | 14,0             | 1                | 20E              |
| 2020     | TB       | 8     | 45               | 483              | 10,7             | 4                | 46E              |
| 2021     | TB       | 7     | 42               | 545              | 13,0             | 4                | 62               |
| Carreira | Carreira | 146   | 928              | 12 291           | 13,2             | 83               | 79E              |

## Vida pessoal e controvérsias
Em sua vida pessoal, Brown é pai de quatro meninos e uma menina. Em setembro de 2019, retornou às aulas da faculdade ao se matricular em matérias online de sua alma mater, a Central Michigan University.
Em 2019, Antonio Brown foi acusado por sua ex-treinadora particular, Britney Taylor de assédio sexual. Em um processo aberto por ela, consta que Brown teria abusado dela por três oportunidades, quando teria "se mostrado" para ela, ejaculado nela e a estuprado. O jogador negou todas as acusações.